# Sammatz
Sammatz ist ein Ortsteil der Gemeinde Neu Darchau im Landkreis Lüchow-Dannenberg in Niedersachsen. Das Dorf liegt südöstlich des Kernbereichs von Neu Darchau unweit der nordöstlich fließenden Elbe und nördlich der Landesstraße L 231.

## Geschichte
Am 1. Juli 1972 wurde Sammatz in die Gemeinde Neu Darchau eingegliedert.